# Vuarmarens
Vuarmarens is een gemeente en plaats in het Zwitserse kanton Fribourg, en maakt deel uit van het district Glâne.
Vuarmarens telt 610 inwoners.